# 비잔티움 그리스인
비잔티움 그리스인(Byzantine Greeks) 또는 동로마인(중세 그리스어: Ῥωμαῖοι 로메이[*])은 동로마 제국 시대의 그리스계 로마인들을 일컫는다. 동로마 제국의 로마인들은 라틴 문화와 연관된 고대 로마인들과 달리 그리스 문화와 연관되었으며, 이 때문에 현대 역사학에서는 동로마인들을 비잔티움 그리스인으로 따로 지칭하기도 한다.

## 같이 보기
- 아나톨리아
- 아야 소피아
- 그리스화
- 그리스의 역사
- 오스만 그리스인
- 그리스인
- 로마인